# Hegyi bóbitásfürj
A hegyi bóbitásfürj (Oreortyx pictus) a madarak osztályának tyúkalakúak (Galliformes) rendjébe és a fogasfürjfélék (Odontophoridae) családjába tartozó Oreortyx nem egyetlen faja.

## Rendszerezése
A fajt David Douglas skót botanikus  írta le 1829-ben, az Ortyx nembe Ortyx picta néven. Az Oreortyx nemet Spencer Fullerton Baird írta le 1858-ban, ennek lett egyetlen faja.

## Alfajai
- Oreortyx pictus confinis Anthony, 1889
- Oreortyx pictus eremophilus van Rossem, 1937
- Oreortyx pictus pictus (Douglas, 1829)
- Oreortyx pictus plumifer (Gould, 1837)
- Oreortyx pictus russelli A. H. Miller, 1946[2]

## Előfordulása
Az Amerikai Egyesült Államok nyugati részén fészkel, honos Kanada és Mexikó területén is. A természetes élőhelye mérsékelt övi erdők, mediterrán típusú bokros növényzet és szántóföldek.

## Megjelenése
Testhossza 26–28 centiméter, testtömege 189–290 gramm.

## Szaporodása
|  |

## Külső hivatkozások
- Képek az interneten a fajról
- Internet Bird Collection - videók a fajról
- Xeno-canto.org - a faj hangja